# Jean-François Bonhème
Jean-François Bonhème (ur. 12 lipca 1949 w Paryżu) – francuski lekkoatleta, skoczek w dal.
9 marca 1974 w Göteborgu zdobył tytuł halowego mistrza Europy, ustanowił wówczas swój halowy rekord życiowy (8,17 m). W 1973 w Nicei zwyciężył w konkursie skoku w dal podczas półfinału pucharu Europy. Na mistrzostwach Europy w Rzymie w 1974 zajął dwudzieste miejsce w kwalifikacjach, nie awansując do finału. Do jego osiągnięć należy również srebrny medal uniwersjady (Moskwa 1973). Na 7. Igrzyskach Śródziemnomorskich (Algier 1975) uplasował się na czwartej pozycji. Trzykrotnie na otwartym stadionie był mistrzem Francji (1973, 1974, 1979), a także wicemistrzem w 1981 i brązowym medalistą w 1975. W hali był dwukrotnie mistrzem Francji (1972, 1974), wicemistrzem w 1981 i brązowym medalistą w 1976. 
Jego rekord życiowy na otwartym stadionie, który został ustanowiony 28 lipca 1974 w Nicei wynosi 8,00 m.